# Aftermath: El fin del mundo
Aftermath: El fin del mundo es una serie canadiense de ciencia ficción, protagonizada por Anne Heche y estrenada en Syfy en los Estados Unidos y en Space en Canadá en el 2016. La serie fue cancelada el mismo año, tras finalizar su primera temporada de trece capítulos.
La historia narra la supervivencia de la familia Copeland en un futuro apocalíptico cercano con connotaciones bíblicas y de otras creencias religiosas.

## Argumento
Karen acaba de retirarse de las Fuerzas Aéreas y trata de acostumbrarse a la vida familiar con su marido Joshua y sus hijos Matt y las gemelas Dana y Brianna. Sin embargo, el mundo lleva unas semanas sumido en una serie de catástrofes naturales que han hecho que a nivel mundial, la electricidad y las comunicaciones sufran continuos cortes. Alertados por un gigantesco tornado inminente, los Copeland se refugian en su casa para descubrir los destrozos a la mañana siguiente. 
Un joven desorientado les pide ayuda y lo invitan a su casa, pero el joven los ataca en un extraño brote de ira y se ven obligados a matarlo. Cuando lo hacen, un humo antropomórfico sale de él y se dispersa. Posteriormente, otro joven claramente alterado entra en la casa en un descuido y coge a Brianna. Cuando se abalanzan sobre él para detenerlo, este sale volando sin soltar a la chica. 
Su familia no duda ni un momento en aprovisionar su autocaravana y salir en su busca. Encuentran muchos cadáveres ajusticiados y por la radio se enteran de que mucha gente está enfermando y volviéndose violenta. Brianna consigue zafarse y logra comunicarse con su familia, quedan en una zona segura, protegida por militares, pero un meteorito cae allí justo cuando iban a reencontrarse y deciden quedar en Seattle.  
Los Copeland forman un pequeño convoy con otros vehículos y por el camino recogen a la hermana de Karen. Todos están convencidos de que es el fin del mundo y que los demonios se están apoderando de las personas. En la radio descubren a un pintoresco locutor que parece saber qué está pasando y va a advirtiendo a los oyentes.  
Brianna llega a un asentamiento Amish, en el que para su asombro, un dragón desciende de los cielos y atrapa a un caballo. El líder está poseído sin que nadie lo sepa y la apresan bajo órdenes de éste, que la culpa de brujería, pero logrará escapar gracias a un muchacho que huye con ella.  
Los Copeland son atacados por merodeadores y son salvados por un antiguo compañero de Karen, que ha formado un pequeño ejército y tiene un campamento militar que puede cubrir todas sus necesidades durante años. Gracias a ellos, recuperan a Brianna y al muchacho, tras enfrentarse a plantas carnívoras gigantes, pero luego deciden no quedarse a salvo en el campamento e ir en busca del locutor de radio para que les cuente qué está pasando. 
No son los únicos que lo están buscando, pero si serán los primeros en encontrarlos. Resulta ser un científico que está convencido de que todo es culpa de unos agujeros de gusano que han creado las tormentas solares y que, quizás, todo sea reversible.

## Reparto
- Anne Heche: Karen Copeland
- James Tupper: Joshua Copeland
- Taylor Hickson: Brianna Copeland
- Julia Sarah Stone: Dana Copeland
- Levi Meaden: Matt Copeland
- Justin Louis: Bob Black

## Temporadas y capítulos
- Primera temporada

|    | Título                                 | Dirección           | Guion                         |
| -- | -------------------------------------- | ------------------- | ----------------------------- |
| 1  | RVL 6768                               | Jason Stone         | Glenn Davis & William Laurin  |
| 2  | Un nido de ratas                       | Jason Stone         | Philip Bedard & Larry Lalonde |
| 3  | En nuestras habitaciones vacías        | Stefan Pleszczynski | Denis McGrath                 |
| 4  | La fiebre de los huesos                | Stefan Pleszczynski | Adriana Maggs                 |
| 5  | Sonrisas y gritos                      | James Marshall      | Glenn Davis & William Laurin  |
| 6  | Madame Sosostris                       | James Marshall      | Philip Bedard & Larry Lalonde |
| 7  | Lo que dijo el tueno                   | Kaare Andrews       | Sarah Larsen & Sean Alexander |
| 8  | Aquí no hay agua, solo roca            | Kaare Andrews       | Denis McGrath                 |
| 9  | El Rey Bárbaro                         | April Mullen        | Adriana Maggs                 |
| 10 | Jerónimo vuelve a estar loco           | April Mullen        | Vince Shiao                   |
| 11 | Donde los muertos perdieron sus huesos | Leslie Hope         | Glenn Davis & William Lauren  |
| 12 | Ahora que hablamos de morir            | Leslie Hope         | Philip Bedard & Larry Lalonde |
| 13 | Rumores de inmortalidad                | Mike Rohl           | Glenn Davis & William Lauren  |